# Слив-Донард
Слив-Донард (ирл. Sliabh Dónairt) — вершина в горах Морн на территории графства Даун, Северная Ирландия. Слив-Донард является высочайшей точкой в Морн и на территории Северной Ирландии и провинции Ольстер.

## Название
Вершина названа в честь святого Донарда (ирл. Domhanghairt или Domhanghart; ум. ок. 500), последователя святого Патрика и основателя монастыря в Махере (англ. Maghera), к северу от Ньюкасла, который став отшельником, жил где-то у подножия Слив-Донарда. Существует легенда, что святой Патрик назначил Донарда охранять окружающую местность с горы, чем тот и занимается по сей день, став вечным опекуном Слив-Донарда.
В кельтском язычестве гора была известна как Sliabh Slainge, и названа в честь сына Партолона — Sláinge, считающегося первым врачом Ирландии. Согласно анналам четырёх мастеров, Sláinge умер в 2533 год от сотворения мира (лат. Anno Mundi) и похоронен у подножия горы.

## География
Слив-Донард расположен в северо-восточной части Морн, недалеко от Ньюкасла, всего в 2 километрах от Ирландского моря и залива Дандрум (англ. Dundrum Bay). Гора имеет три меньших пика (Millstone Mountain, Thomas’s Mountain и Crossone). Две узких горных долины (англ. Glen) отделяют Слив-Донард от соседних вершин: Slieve Commedagh на северо-западе (высота — 767 м, вторая по высоте вершина Морн) и Chimney Rock Mountain на юге.
На вершине Слив-Донард находятся каирн и небольшая каменная башенка, выполняющая роль укрытия. Башня является частью Морнской стены (англ. Mourne Wall), построенной в период с 1904 по 1922 годы. Также на вершине установлен тригонометрический пункт.